# سكوديتو

الدرع الايطالي الرياضي

سكوديتو (بالإيطالية: Scudetto)‏ هو الدرع الصغير الخاص بالنوادي الرياضية الإيطالية الحاصلة على بطولة المسابقة السنوية. . وقد تم تأسيس فكرة الدرع عام 1920 لتكريم النادي الفائز بالبطولة الوطنية لكرة القدم (التي أصبحت دوري الدرجة الأولى الإيطالي عام 1929) وكان فريق جنوى هو أول من ارتدى الدرع عام 1924 ثم اعتمد الدرع على المسابقات الرياضية الأخرى مثل الرغبي 